# Renault Altica
Renault Altica – samochód koncepcyjny ukazany podczas salonu w Genewie w 2006 roku. Auto to próba połączenia kombi z coupé.